# Kristin Lysdahl
Kristin Anna Lysdahl (ur. 29 czerwca 1996 w Bærum) – norweska narciarka alpejska, brązowa medalistka olimpijska, dwukrotna medalistka mistrzostw świata i brązowa medalistka mistrzostw świata juniorów.

## Kariera
Na arenie międzynarodowej po raz pierwszy pojawiła się 1 grudnia 2011 roku w Geilo, gdzie w zawodach FIS Race w slalomie zajęła 22. miejsce. W 2015 roku wystartowała na mistrzostwach świata juniorów w Hafjell, gdzie jej najlepszym wynikiem było dwunaste miejsce w zjeździe. Jeszcze dwukrotnie startowała na imprezach tego cyklu, najlepsze wyniki osiągając podczas rozgrywanych rok później mistrzostw świata juniorów w Soczi, gdzie zdobyła brązowy medal w zawodach drużynowych. Zajęła tam również szóste miejsce w slalomie i ósme w zjeździe.
W zawodach Pucharu Świata zadebiutowała 27 grudnia 2016 roku w Semmering, gdzie nie zakwalifikowała się do pierwszego przejazdu w gigancie. Pierwsze pucharowe punkty wywalczyła dzień później, zajmując 17. miejsce w tej samej konkurencji. Na podium zawodów tego cyklu pierwszy raz stanęła 13 listopada 2021 r. w Lech, zajmując trzecie miejsce w slalomie równoległym. W sezonie 2021/2022 zajęła trzecie miejsce w klasyfikacji PAR.
W 2017 roku wystąpiła na mistrzostwach świata w Sankt Moritz, zajmując między innymi 17. miejsce w superkombinacji. Na rozgrywanych dwa lata później mistrzostwach świata w Åre była piąta w zawodach drużynowych. Z kolei podczas mistrzostw świata w Cortina d’Ampezzo w 2021 roku pierwszy raz znalazła się w najlepszej dziesiątce indywidualnych zawodów tego cyklu, zajmując siódme miejsce w slalomie. Ponadto wspólnie z Kristiną Riis-Johannessen, Sebastianem Fossem Solevågiem, Theą Louise Stjernesund i Fabianem Wilkensem Solheimem zwyciężyła w zawodach drużynowych. Brała też udział w igrzyskach olimpijskich w Pjongczangu w 2018 roku, gdzie razem z Niną Løseth, Maren Skjøld, Sebastianem Fossem Solevågiem, Leifem Kristianem Nestvold-Haugenem i Jonathanem Nordbottenem zdobyła brązowy medal w zawodach drużynowych. Zajęła tam także 18. miejsce w gigancie i 25. miejsce w slalomie. Kolejny medal w zawodach drużynowych zdobyła na mistrzostwach świata w Courchevel/Méribel w 2023 roku, tym razem zajmując drugie miejsce.

## Osiągnięcia

### Igrzyska olimpijskie
| Miejsce | Dzień     | Rok  | Miejscowość | Konkurencja | Czas biegu | Strata | Zwyciężczyni     |
| ------- | --------- | ---- | ----------- | ----------- | ---------- | ------ | ---------------- |
| 18.     | 15 lutego | 2018 | Pjongczang  | Gigant      | 2:20,02    | +3,38  | Mikaela Shiffrin |
| 25.     | 16 lutego | 2018 | Pjongczang  | Slalom      | 1:38,63    | +4,39  | Frida Hansdotter |
| 3.      | 24 lutego | 2018 | Pjongczang  | Drużynowo   | -          | -      | Szwajcaria       |

### Mistrzostwa świata
| Miejsce | Dzień     | Rok  | Miejscowość        | Konkurencja       | Czas biegu | Strata | Zwyciężczyni                        |
| ------- | --------- | ---- | ------------------ | ----------------- | ---------- | ------ | ----------------------------------- |
| 27.     | 7 lutego  | 2017 | Sankt Moritz       | Supergigant       | 1:32,34    | +2,96  | Nicole Schmidhofer                  |
| 17.     | 10 lutego | 2017 | Sankt Moritz       | Superkombinacja   | 1:58,88    | +2,90  | Wendy Holdener                      |
| 24.     | 12 lutego | 2017 | Sankt Moritz       | Zjazd             | 1:32,85    | +2,41  | Ilka Štuhec                         |
| 23.     | 16 lutego | 2017 | Sankt Moritz       | Gigant            | 2:05,55    | +3,45  | Tessa Worley                        |
| 5.      | 12 lutego | 2019 | Åre                | Drużynowo         | –          | –      | Szwajcaria                          |
| 20.     | 14 lutego | 2019 | Åre                | Gigant            | 2:01,97    | +2,97  | Petra Vlhová                        |
| DNF2    | 16 lutego | 2019 | Åre                | Slalom            | 1:57,05    | -      | Mikaela Shiffrin                    |
| DNQ     | 16 lutego | 2021 | Cortina d’Ampezzo  | Gigant równoległy | -          | -      | Marta Bassino Katharina Liensberger |
| 1.      | 17 lutego | 2021 | Cortina d’Ampezzo  | Zawody drużynowe  | -          | -      | -                                   |
| 16.     | 18 lutego | 2021 | Cortina d’Ampezzo  | Gigant            | 2:30,66    | +3,44  | Lara Gut-Behrami                    |
| 7.      | 20 lutego | 2021 | Cortina d’Ampezzo  | Slalom            | 2:30,66    | +2,94  | Katharina Liensberger               |
| 2.      | 14 lutego | 2023 | Courchevel/Méribel | Drużynowo         | -          | -      | Stany Zjednoczone                   |
| 13.     | 15 lutego | 2023 | Courchevel/Méribel | Gigant równoległy | -          | -      | Maria Therese Tviberg               |

### Mistrzostwa świata juniorów
| Miejsce | Dzień     | Rok  | Miejscowość | Konkurencja     | Czas biegu | Strata | Zwyciężczyni        |
| ------- | --------- | ---- | ----------- | --------------- | ---------- | ------ | ------------------- |
| 27.     | 9 marca   | 2015 | Hafjell     | Slalom          | 1:43,54    | +4,32  | Paula Moltzan       |
| 31.     | 10 marca  | 2015 | Hafjell     | Supergigant     | 1:23,81    | +2,57  | Federica Sosio      |
| 28.     | 10 marca  | 2015 | Hafjell     | Superkombinacja | 2:08,54    | +5,02  | Rahel Kopp          |
| 12.     | 10 marca  | 2015 | Hafjell     | Zjazd           | 1:32,58    | +1,61  | Mina Fürst Holtmann |
| 8.      | 27 lutego | 2016 | Soczi       | Zjazd           | 1:13,95    | +0,87  | Valérie Grenier     |
| DNF     | 29 lutego | 2016 | Soczi       | Supergigant     | 1:10,48    | -      | Nina Ortlieb        |
| DNF1    | 1 marca   | 2016 | Soczi       | Superkombinacja | 1:59,32    | -      | Aline Danioth       |
| DNF2    | 2 marca   | 2016 | Soczi       | Gigant          | 2:12,39    | -      | Jasmina Suter       |
| 3.      | 4 marca   | 2016 | Soczi       | Drużynowo       | ?          | -      | Słowenia            |
| 6.      | 5 marca   | 2016 | Soczi       | Slalom          | 1:37,41    | +3,95  | Elisabeth Willibald |
| 10.     | 8 marca   | 2017 | Åre         | Zjazd           | 1:25,27    | +0,91  | Alice Merryweather  |
| 7.      | 9 marca   | 2017 | Åre         | Supergigant     | 1:15,10    | +2,08  | Nadine Fest         |
| DNF1    | 10 marca  | 2017 | Åre         | Superkombinacja | 2:09,05    | -      | Nadine Fest         |
| DNF2    | 12 marca  | 2017 | Åre         | Gigant          | 1:58,38    | -      | Laura Pirovano      |
| 7.      | 13 marca  | 2017 | Åre         | Slalom          | 1:42,81    | +1,39  | Camille Rast        |

### Puchar Świata

#### Miejsca w klasyfikacji generalnej
- sezon 2016/2017: 98.
- sezon 2017/2018: 60.
- sezon 2018/2019: 20.
- sezon 2019/2020: 35.
- sezon 2020/2021: 23.
- sezon 2021/2022: 74.
- sezon 2022/2023: 96.

#### Miejsca na podium chronologicznie
1. Lech – 13 listopada 2021 (slalom równoległy) – 3. miejsce